# Saúl Antonio Tovar
Saúl Antonio Tovar (Posadas, 1938-2006) fue un filósofo y helenista argentino.
Realizó estudios de filología hispánica e italiana en Madrid y Perugia, de 1962 a 1965. Estudió filosofía en la Universidad Nacional de Córdoba donde se doctoró en 1970. Fue investigador becario de la Universidad Aristotélica de Salónica en 1972 y del Ministerio de Asuntos Exteriores de Grecia durante el periodo de 1975 a 1978. Prosiguió sus estudios del idioma griego, la historia y la cultura helénicas durante su estancia en la Harvard University en calidad de «Visiting Scholar» (1980).
Fue profesor de filosofía en el Instituto de Profesores de Posadas (1964-1968), en la Universidad Nacional de Córdoba (1968-1972) y en la Universidad Nacional Rio IV de Argentina (1973-1975). Sus estudios sobre filología griega se caracterizan por la defensa de la continuidad ininterrumpida del idioma heleno y la unidad de la cultura griega a través de su evolución histórica, ayudando a disipar equívocos y prejuicios existentes desde la época de Erasmo de Róterdam.

## Obra
- "La langue actuell des grecs" ΠΛΑΤΩΝ. Δελτίον τῆς ἑταιρίας ἑλληνων φιλολόγων, τόμος 47-48(1996)154-178.
- "La pronunciación del griego moderno y pruebas científicas de su autenticidad", en M.Morfakidis-I.García Gálvez (eds.),Estudios Neogriegos en España e Iberoamérica, Athos-Pérgamos, Granada 1996, pp.261-270.
- Biografía de la lengua griega. Sus 3000 años de continuidad, Centro de Estudios Griegos, Bizantinos y Neohelénicos de la Universidad de Chile Fotios Malleros (Chile, 1990). Reseña de D.F. Pro en la revista CUYO (1993/4)].
- "Ελληνική βιβλιογραφία περί του Πλάτωνος. Από της πτώσεως της Κωνσταντινουπόλεως μέχρι σήμερον (1453/1978)" ΠΛΑΤΩΝ. Δελτίον τῆς ἑταιρίας ἑλληνων φιλολόγων, τόμος 42 (1990) 53-84.
- "Janus Lascaris et la diffusion de la culture Hellènique durant la Renaissance" ΠΛΑΤΩΝ. Δελτίον τῆς ἑταιρίας ἑλληνων φιλολόγων, τόμος 42(1990)12-19.